# Dóra Horváth
Dóra Horváth est une ancienne joueuse hongroise de volley-ball née le 4 mars 1988 à Budapest. Elle mesure 1,86 m et jouait au poste de réceptionneuse-attaquante. Elle  a totalisé 23 sélections en équipe de Hongrie. Elle a mis un terme à sa carrière de volleyeuse professionnelle en 2017.

## Clubs
| Club                 | De        | À         |
| -------------------- | --------- | --------- |
| ADRC női             | 1995-1996 | 1999-2000 |
| Budapest SE          | 2000-2001 | 2004-2005 |
| Vasas SC Budapest    | 2005-2006 | 2005-2006 |
| Minerva Volley Pavia | 2006-2007 | 2009-2010 |
| Asystel Volley       | 2010-2011 | 2011-2012 |
| Universal Modena     | 2012-2013 | 2012-2013 |
| Oufimotchka Oufa     | fév 2013  | mai 2013  |
| Rabita Bakou         | 2013-2014 | 2014-2015 |
| Liu•Jo Modena        | 2015-2016 | 2015-2016 |
| Bursa BBSK           | 2016-2017 | 2016-2017 |

## Palmarès

### Équipe nationale
- Ligue européenne
  - Vainqueur : 2015.

### Clubs
- Championnat de Hongrie
  - Vainqueur: 2004.
- Championnat d'Azerbaïdjan
  - Vainqueur : 2014, 2015.
- Challenge Cup
  - Vainqueur : 2017.